# Ratko Perić
Ratko Perić (ur. 2 lutego 1944 w Tuku) – bośniacki duchowny katolicki, biskup mostarsko-duvnijski w latach 1993–2020, administrator apostolski diecezji trebinjsko-mrkanska.

## Życiorys
Biskup Perić urodził się w wiosce Tuk w gminie Rovišće w pobliżu chorwackiego Bjelovaru. Po studiach odbytych w Zagrzebiu i Rzymie przyjął święcenia kapłańskie w Prisoje 29 czerwca 1969. W 1971 doktoryzował się na Papieskim Urbanianum. Następnie wykładał w seminariach w Sarajewie i Zagrzebiu. Przez szereg lat był też wykładowcą na Papieskim Uniwersytecie Gregoriańskim w Rzymie. W latach 1980–1992 Perić był rektorem Papieskiego Chorwackiego Kolegium Św. Hieronima w Rzymie.

## Episkopat
Papież Jan Paweł II mianował go biskupem koadiutorem diecezji mostarsko-duvnijskiej 29 maja 1992. Ponieważ katedra w Mostarze ucierpiała w czasie działań wojennych, konsekracja biskupia miała miejsce w Neum 14 września 1992. Sakry biskupiej udzielił mu kard. Franjo Kuharić. Współkonsekratorami byli sekretarz Kongregacji ds. Ewangelizacji Narodów abp Josip Uhač oraz ówczesny ordynariusz diecezji Mostar-Duvno Pavao Žanić. Biskup Perić objął rządy w diecezji 24 lipca 1993 po przejściu na emeryturę poprzednika.
W szczytowym momencie konfliktu wewnątrz diecezji 2 kwietnia 1995 bp Perić został porwany przez chorwackiego milicjanta, pobity i uwięziony na dziesięć godzin w kaplicy franciszkanów związanych z wydarzeniami w Medziugorie. Uwolniono go z inicjatywy burmistrza Mostaru z pomocą żołnierzy UNPROFOR-u.
Biskup Perić, podobnie jak jego poprzednik Pavao Žanić, nie uznaje i nie wierzy w objawienia maryjne w Medziugorie. W oficjalnej deklaracji przedstawił swoją opinię, według której w Medziugorie nie występują żadne fakty nadprzyrodzone. Kongregacja Nauki Wiary określiła opinię biskupa jako osobistą, a nie wyrażającą ostatecznego zdania Kościoła katolickiego.
11 lipca 2020 przeszedł na emeryturę. 

## Publikacje
- Smisao evangelizacije u perspektivi anonimnog krščanstva, Rzym 1976
- Dekret o ekumenizmu. Unitatis redintegratio, Reihe: Komentari dokumenata Drugog Vatikanskog Sabora, Zagrzeb 1987
- Chiesa Sistina, Collectanea croatico-hieronymiana de urbe, Rzym 1989, Pontificium Collegium Croaticum Sancti Hieronymi
- Homo – imago et amicus dei. Miscellanea in honorem Ioannis Golub, Rzym 1991, Pontificium Collegium Croaticum Sancti Hieronymi
- Prijestolje Mudrosti, Mostar 1995